# 氟正离子
氟正離子，又稱二氢氟阳离子、氟化氢合氢离子，舊譯鉘，化学式为H2F+。它是一种由氟化氢的质子化或自偶电离产生的多原子阳离子：
HF + H+ → H2F+
或
3HF ⇌ H2F+ + HF2−
二氢氟阳离子可以在氟锑酸里找到。 已经确定了具有Sb
2F−
11阴离子的盐的结构。   二氢氟阳离子和水 和氨基负离子是等电子体。

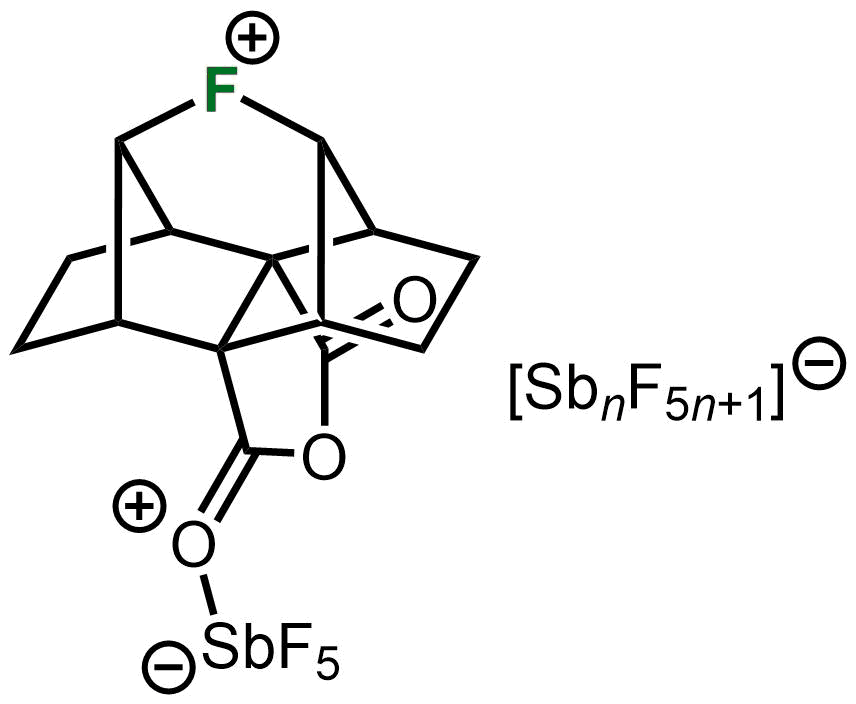
氟阳离子有机衍生物

与氯、溴、碘可以形成多种无环（如[Me2Cl]+[Al(OTeF5)4]–）与环状的卤鎓离子不同，氟阳离子曾被认为无法形成通式为R––R的有机衍生物。不过，氟阳离子的有机衍生物最终于2018年发现。